# Батіст Аддіс
Батіст Аддіс (7 грудня 2006 , Орлеан ) — французький лучник, срібний призер Олімпійських ігор 2024 року.

## Виступи на Олімпіадах
| Олімпіада  | Дисципліна             | Місце |
| ---------- | ---------------------- | ----- |
| Париж 2024 | індивідуальна першість | 5     |
| Париж 2024 | командна першість      | 2     |
| Париж 2024 | змішана команда        | 9     |

## Зовнішні посилання
- Батіст Аддіс на сайті World Archery (англійська)